# Селетинский район
Селети́нский райо́н (каз. Селеті ауданы) — административно-территориальная единица Целиноградской а после 1992 года — Акмолинской области, существовавшая в 1973—1997 годах. 
Административный центр — село Селетинское.

## История
Район образован Указом Президиума Верховного Совета Казахской ССР от 25 декабря 1973 года.
Согласно Всесоюзной переписи населения 1989 года по Казахской ССР, район включал 2 поссовета: Аксуский и Бестобинский, и 9 сельсоветов: Богембайский, Изобильненский, Карыбулакский, Минский, Селетинский, Степногорский, Ильинский, Черняховский, Чилинский.
Указом Президента Республики Казахстан от 28 февраля 1997 года № 3370 «Об упразднении Селетинского района Акмолинской области» — Селетинский район был упразднён. Территория района разделена между Алексеевским и Ерментауским районами.
Указом Президента Республики Казахстан от 1 апреля 1997 года № 3435 «Об упразднении Селетинского районного суда Акмолинской области, Исатайского районного суда Актюбинской области, Шуского городского суда Жамбылской области и Борлитобинского районного суда Талдыкорганской области» — Селетинский районный суд был упразднён.
Решением акима Акмолинской области от 11 марта 1997 года № 30 «Об изменении границ города Степногорска, Алексеевского и Ерментауского районов», в состав города Степногорск переданы посёлки Аксу и Бестобе.

## Население
По данным Всесоюзной переписи населения 1979 года, в Селетинском районе проживало 35 577 человек (мужчины — 17 608 чел. или 49,49 %, женщины — 17 969 чел. или 50,51 %), в том числе городское население — 18 270 чел. (51,35 %; мужчины — 9 000 чел. или 49,26 %, женщины — 9 270 или 50,74 %).
По данным Всесоюзной переписи населения 1989 года, в Селетинском районе проживало 36 079 человек (мужчины — 17898 чел. или 49,61 %, женщины — 18 181 чел. или 50,39 %), в том числе городское население — 17916 чел. (49,66 %; мужчины — 8 847 чел. или 49,38 %, женщины — 9 069 чел. или 50,62 %).